# Cascades Wairere
Les cascades Wairere són les cascades més altes de l'illa del nord de Nova Zelanda, formades per dues grans caigudes d'aigua que cauen des d'una altura de 153 metres des d'un cingle de la serralada Kaimai.
Les cascades es troben entre Te Aroha i Matamata.
Uns senders que surten de l'aparcament que hi ha al final de la Goodwin Road permeten arribar fins a la vall del torrent, fins a una plataforma amb vista panoràmica, i des d'allí es pot accedir fins a la part superior de l'altiplà i del cingle de les cascades. Una vegada a la part superior, es pot continuar cap a la pista nord-sud que corre la longitud de la serralada Kaimai.